# Zee
Zee va ser un grup de música britànic, format per Richard Wright (Pink Floyd) i Dave Harris (New Romantic) l'any 1984. Únicament van editar un àlbum, Identity, que va passar pràcticament inadvertit en el seu llançament.
Segons el mateix Richard Wright:
| «                | Sols va ser un error experimental, i que per a molts, no hagués hagut d'existir mai | » |
| — Richard Wright |                                                                                     |   |

Després de la seva edició, Wright va tornar a Pink Floyd per a l'àlbum A Momentary Lapse of Reason.

## Identity
Identity és l'únic àlbum de l'agrupació entre Richard Wright i Dave Harris. L'àlbum no va tenir promoció, i va ser considerat com un projecte efímer i sense resultats, principalment per l'ús de sintetitzadors Fairlight CMI, que li dona un aspecte electrònic. Va ser rellançat com a CD el 1994.

### Llista de cançons
Totes les cançons són de Richard Wright i Dave Harris.
1. "Cönfüsiön" -4:17
2. "Vöices" -6:21
3. "Priväte Persön" -3:36
4. "Stränge Rhythm" -6:36
5. "Cüts Like Ä Diämönd" -5:36
6. "By Töüching" -5:39
7. "Höw Dö Yöü Dö It" -4:45
8. "Seems We Were Dreäming" -4:57
9. "Eyes Of A Gypsy" -4:13
  - Bonus track a la versió en cassette.

### Músics
- Richard Wright: teclats, piano, bateria, percussió, fairlight, veu.
- Dave Harris: guitarres, baix, teclats, bateria, percussió, fairlight, veu.

### Crèdits de l'àlbum
- "Identity", de Zee.
- Richard Wright i Dave Harris
- Richard Wright de Pink Floyd presenta el seu nou projecte mai editat prèviament en CD, juntament amb Dave Harris.
- Catàleg: 2401011 (LP)
- Producció de Richard Wright i Dave Harris.
- Editat per Atlantic Records, als Estats Units, i Harvest/EMI a Anglaterra, 1984. Editat en CD per EMI el 1987.
- Co-producció: Tim Palmer
- Enginyer de so: Tim Palmer
- Gravat als Rectory Studio (Cambrigde), setembre de 1983.
- Arranjaments i mescla per part d'Utopia (Londres)
- Tots els temes de Richard Wright i Dave Harris.
- Lletres de Dave Harris
- Música i arranjaments de Richard Wright.
- Disseny de Dave Harris
- Fotografia de Paul Cox